# Филота
Филота (др.-греч. Φίλωτας; казнён в 330 до н. э.) — командир конницы гетайров македонского войска во время Восточного похода Александра Великого.
Филота родился в семье македонского аристократа и одного из самых влиятельных военачальников при дворе Филиппа II Пармениона. Филота участвовал в походах Александра Македонского в качестве командира наиболее боеспособного соединения македонского войска — тяжёловооружённой конницы гетайров. На этом посту он проявил себя одновременно храбрым и неутомимым военачальником и, в то же время, надменным и честолюбивым молодым человеком.
В конце 330 года до н. э. Александр обвинил Филоту в организации заговора и решением общевойскового собрания его казнили. Описание процесса над Филотой и предшествующих ему событий в источниках запутано и, возможно, существенно искажено. По мнению И. Г. Дройзена, смерть Филоты стала серьёзной потерей для македонского войска и «неизгладимым пятном» для Александра.

## Биография

### Происхождение. Ранние годы
Филота родился в конце 360-х годов до н. э. в семье македонского аристократа Пармениона, который при Филиппе II (359—336 годы до н. э.) был ближайшим соратником царя. Как старший сын, по традиции, он был назван в честь деда по отцовской линии. У Филоты было по меньшей мере два брата — Никанор и Гектор, а также сестра, которую в 337 году до н. э. выдали замуж за Аттала, а после его казни за военачальника Кена. Филота воспитывался при дворе Филиппа II, где сдружился с сыновьями Андромена Аминтой, Симмием, Атталом и Полемоном, а также, возможно, Аминтой, сыном Антиоха.
Плутарх назвал Филоту другом юного царевича Александра, однако контекст ситуации позволяет усомниться в их хороших взаимоотношениях. При описании «затеи Пиксодара», которая закончилась ссорой между Филиппом II с Александром и его матерью Олимпиадой, высылкой друзей юного царевича, античный историк привёл следующую ситуацию: «Узнав об этом, Филипп… вошел в комнату Александра вместе с одним из его близких друзей — Филотом, сыном Пармениона. Царь горько корил сына и резко бранил его, называя человеком низменным, недостойным своего высокого положения, раз он хочет …». Данный фрагмент может подразумевать, что именно Филота предал своего друга Александра и рассказал о его действиях Филиппу II, либо, что более вероятно, царь приводил сыну в пример Филоту, как образец хорошего поведения. И в том и в том случае ситуация не могла вызвать у Александра хороших эмоций по отношению к Филоте. Ф. Шахермайр отмечал, что в отличие от других друзей Александра, которые пострадали вследствие «затеи Пиксодара» и были на несколько лет изгнаны из Македонии, Филота в первую очередь представлял интересы своего отца и могущественного клана родственников.

### Участие в военных походах Александра
Арриан упоминает Филоту в контексте похода македонян против трибаллов 335 года до н. э. Во время одного из сражений Александр приказал Филоте во главе всадников набранных в Верхней Македонии напасть на правый фланг противника. В том же году Филота участвовал в кампании Александра против тавлантиев. Арриан описывает ситуацию когда Филота, которого Александр послал с группой всадников за провиантом, чуть не попал в организованную царём тавлантиев Главкием засаду. Лишь вмешательство основных сил македонян спасло Филоту.
В начале Восточного похода Александра Филота был военачальником тяжёловооружённой конницы гетайров и, возможно, имел статус гиппарха. По одной из версий, назначение Филоты на столь ответственную и важную должность в македонском войске стало платой Александра Пармениону за устранение Аттала. Однако, хоть Филота и был одним из главных военачальников в македонском войске, Александр не привлекал его к решению особо важных задач, так как воспринимал в первую очередь сыном влиятельного Пармениона.
В битве при Гранике 334 года до н. э. Филота руководил гетайрами, лучниками и агрианами-дротометателями на правом фланге. Во время осады Милета Филоте было поручено не допускать высадки персов с кораблей для пополнения запасов воды. Результатом успешных действий Филоты стало отплытие персидского флота к Самосу. Зиму 334/333 года до н. э. Филота провёл вместе с Александром в Ликии и Памфилии. Источники умалчивают о роли Филоты в битве при Иссе 333 года до н. э., однако указывают, что гетайры находились на правом фланге. После взятия Газы в 332 году до н. э. Филота вместе с Леоннатом доставили пленного коменданта города Батиса к Александру. Некоторое время Филота командовал военным контингентом в области Сидона и Тира, в то время как гражданское руководство осуществляли цари Абдалоним и Азимилк.
В битве при Гавгамелах 331 года до н. э. Филота руководил 8 илами гетайров правого фланга и находился рядом с Александром, в том числе во время преследования персов. Также, Филота был рядом с Александром в Сузах, когда невольные действия македонского царя оскорбили персов. Когда Александр сел на персидский трон, то его ноги не достигали пола и кто-то из македонян поставил вниз рядом находящийся столик. В это время кто-то из евнухов Дария III залился слезами, так как оказалось, что этот столик был особо любим бывшим персидским царём. Александр хотел было отставить столик, на что Филота сказал: «Не делай этого, о царь, но прими предзнаменование: столик, за которым пировал враг, подставлен под твои ноги!»
Филота участвовал в сражении при Персидских воротах, однако детали его действий отличаются в разных источниках. Согласно Арриану, Александр отправил отряды под командованием Аминты, Филоты и Кена в тыл к персам с приказом навести мост через реку Аракс. Квинт Курций Руф писал, что Филота участвовал в атаке на войска Ариобарзана, а переправой через Аракс руководил лично Александр. В версии Полиэна Филота с Гефестионом руководили основным македонским войском, пока Александр обходил персов с тыла. Им было приказано начать атаку по условному сигналу трубача.
Вскоре после этого в Арии от болезни умер брат Филоты Никанор. Согласно Квинту Курцию Руфу, внезапная смерть Никанора вызвала всеобщую скорбь. Этот же автор утверждал, что Александр был опечален больше всех, хотел присутствовать на похоронах, но был вынужден продолжить поход, так как недостаток припасов для войска заставлял его торопиться. Он оставил Филоту с 2600 воинами для проведения соответствующих почестей.

### Оппозиция Александру. Процесс Филоты. Казнь
В Египте зимой 332/331 года до н. э. Александр объявил себя сыном бога, что стало поворотным пунктом в отношении к нему македонян «старой» гвардии, к которым относились Парменион и Филота. Согласно Плутарху, Филота среди прочего рассказывал своей наложнице Антигоне о том, что «мальчишка» Александр обязан своими успехами и могуществом Филоте и Пармениону. Антигона рассказала об этом кому-то из своих приятелей и, в конечном итоге, эти слова дошли до Александра. Царь вызвал Антигону к себе и приказал оставаться при Филоте и доносить ему лично обо всём что она услышит. Отдельно античный историк подчёркивал, что Филота «уже давно был на дурном счету» у царя.
Согласно Квинту Курцию Руфу, Филота знал о подстрекательстве со стороны военачальника Гегелоха своего отца Пармениона возглавить заговор против Александра. Однако он не передал эти сведения царю.
После похорон Никанора Филота присоединился к основному войску македонян во Фраде. Дальнейшие события, которые привели к казни Филоты, описаны с некоторыми вариациями у нескольких античных историков. В изложении Плутарха, в войске зрел заговор против царя. Один из заговорщиков Димн попытался вовлечь в него своего любовника Никомаха, который рассказал об этом брату Кебалину. Кебалин, в свою очередь, обратился к Филоте с просьбой отвести его с братом к царю, чтобы сообщить «о деле важном и неотложном». Филота дважды проигнорировал их просьбы, ссылаясь на то, что царь занят более важными делами. Поведение Филоты вызвало у братьев подозрение и они нашли другой способ получить аудиенцию у царя. Кебалин и Никомах рассказали о заговоре, а потом упомянули о Филоте, который не допустил их к царю. Александр приказал арестовать Димна, но тот во время задержания оказал сопротивление и был убит. Это ещё более встревожило царя, так как лишало его улик для раскрытия заговора. В то же время советники Александра стали утверждать, что Димн «слишком мал», чтобы по собственному почину решиться на свержение царя. По их мнению, он мог быть только исполнителем, но никак не организатором заговора. «Истинных заговорщиков следует искать среди тех, кому выгодно, чтобы всё оставалось скрытым». Александр охотно согласился с множеством обвинений, которые возвели на Филоту, и приказал схватить командира гетайров. Согласно Плутарху, Филоту пытали, в то время как Александр находился за занавесом. В какой-то момент, когда Филота стал униженно молить Гефестиона о пощаде, Александр сказал: «Как же это ты Филота, такой слабый и трусливый, решился на такое дело?»

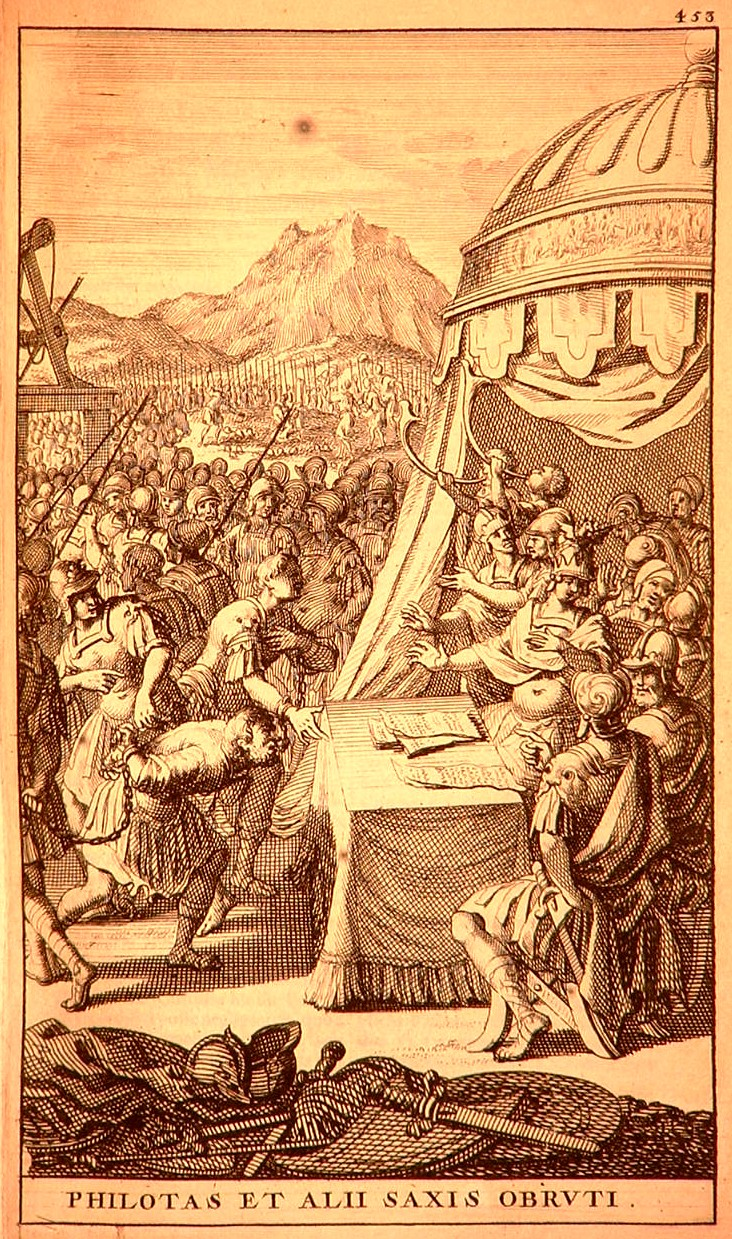
«Казнь Филоты». Гравюра 1696 года

В изложении Квинта Курция Руфа, Александр вызвал к себе Филоту и спросил по какой причине тот два дня не докладывал ему о готовящемся заговоре. На это Филота отвечал, что не счёл полученные сведения достоверными и заслуживающими внимания. Затем Александр собрал совет среди ближайших друзей — Гефестиона, Кратера, Кена, Эригия, Леонната и Пердикки, на котором было решено вынести вопрос о виновности Филоты на войсковое собрание. Среди участников совета особо неприязненные отношения у Филоты сложились с Кратером, который видел в нём политического противника и опасного врага македонского царя.
По приказу царя Филоту арестовал Атаррий. На последующем суде Александр выступил в качестве обвинителя, что и предопределило результат. После вводной части о том, как Филота не счёл нужным раскрыть заговор, македонский царь привёл множество других обвинений. Согласно Александру, после убийства Филиппа II Филота стал на сторону одного из претендентов на престол Аминты IV. Сестра Филоты была замужем за Атталом, который преследовал Александра и его мать Олимпиаду, стремился не допустить воцарения Александра. Само по себе это не было преступлениями, однако подготовило фон для измены. Затем Александр пересказал слова Антигоны и обвинил Пармениона в том, что из-за его действий македоняне могли проиграть битву при Гавгамелах. Далее, по мнению Александра, Парменион и Филота подготовили заговор по ниспровержению существующего порядка.
Войско внимательно выслушало Александра. Однако появление Филоты в цепях вызвало у многих жалость. Первым после Александра выступил Аминта, который подчёркивал, что вместе с жизнью Александра Филота хотел лишить каждого из воинов надежды на возвращение домой. Затем с гневной обвинительной речью выступил зять Филоты Кен. В конце он даже схватил камень, чтобы бросить в Филоту, тем самым начав побиение камнями. Александр остановил Кена, так как процесс предполагал выступление обвиняемого. Затем царь покинул общевойсковой суд, «чтобы своим авторитетом не смущать собрание». Вслед за этим слово дали Филоте. Молодой военачальник признал, что не передал информацию Кебалина, так как не считал её достоверной. Филота отрицал обвинение в причастности к заговору, а также говорил о многолетней верной службе своего рода македонским царям.
Согласно Квинту Курцию Руфу, после выступления Филоты воины молчали. И тут взял слово Болон — «храбрый воин, … неискушённый в гражданских обычаях мирного времени, старый солдат, из простого народа дослужившийся до своего высокого положения». Его резкое выступление не содержало каких-либо аргументов о виновности Филоты в заговоре против царя, но было насыщено негативными экспрессивными оценками: «сколько раз его людей прогоняли с занятых ими мест, чтобы свалить нечистоты рабов Филоты; никого из солдат не пускали к его помещениям; сельские жители всегда подвергались его насмешкам». Как отметил канадский исследователь В. Хеккель, имя Болона упоминает только Курций Руф, поэтому не исключено, что весь этот рассказ был выдуман древним историком в целях достижения «драматического эффекта». Вслед за выступлением Болона войсковое собрание осудило Филоту на смертную казнь, однако Александр отложил её на следующий день.
На тайном совете часть военачальников выступили за немедленную казнь Филоты, однако Гефестион, Кратер и Кен посчитали, что предварительно следует вырвать у Филоты признание об участии в заговоре. Филоту пытали. Согласно античным историками, под пытками Филота был готов сказать что угодно лишь бы прекратить страдания. Среди прочего он оговорил и своего отца Пармениона, который в разговоре с Гегелохом был готов возглавить заговор после победы над Дарием III. Сразу после допроса Филоту, согласно Квинту Курцию Руфу, побили камнями, а в изложении Арриана — поразили дротиками. После казни Филоты Александр отправил гонцов в Экбатану с приказом умертвить Пармениона.

## Оценки. Последствия
По мнению Ф. Шахермайра, Филота имел характер «чуждый какой-либо хитрости». Одновременно он был «чванным и надменным» аристократом, что не способствовало популярности среди рядовых воинов. И. Г. Дройзен охарактеризовал Филоту «храбрым и неутомимым на службе гиппархом с резким и мрачным характером». А. С. Шофман называл Филоту одним из наиболее выдающихся македонских военачальников, который занимал после царя одно из главных мест в македонском войске. Филота был типичным представителем македонской знати — щедрым, надменным и честолюбивым молодым человеком. Долгое время, по мнению историка, он был связан с Александром чувствами дружбы и глубокого доверия.
Ф. Шахермайр оценивал казнь Филоты в контексте общей тенденции разрыва Александром с македонскими традициями, что вызывало закономерное недовольство среди македонской знати. Одной из жертв этого глубинного конфликта и стал Филота. Молодой военачальник был слишком честолюбивым и несдержанным, чтобы его общее настроение и негативные высказывания не дошли до Александра. Пока войско вело войну с Дарием III, македонский царь был вынужден терпеть скрытую оппозицию со стороны старой македонской аристократии. Гибель персидского царя привела не к примирению, а к обострению противоречий в македонском войске. Популярный в среде македонской аристократии Филота, который занимал столь важную военную должность, с точки зрения Александра был наиболее опасным оппозиционером. По мнению Ф. Шахермайра, донос Кебалина и Никомаха во Фраде стал лишь поводом для устранения Филоты и Пармениона. Войсковое собрание, которое приговорило Филоту к смерти, было вынуждено следовать в заданном Александром ключе. В данном случае царь использовал имеющиеся традиционные правовые инструменты для достижения собственной цели.
В изложении большинства античных историков, Филота не был участником заговора. Лишь Диодор Сицилийский соглашался с существованием заговора Филоты, вдохновителем которого был его отец Парменион. Согласно Плутарху и Квинту Курцию Руфу Филота просто не придал информации о заговоре столь существенного значения, чтобы немедленно докладывать о нём царю. Ему можно было вменить в вину небрежность или халатность, но никак не покушение на жизнь царя. Расправа над Филотой и его отцом была задумкой Александра, для которого в будущем Филота и Парменион в качестве лидеров аристократической оппозиции могли стать серьёзной угрозой. У. Тарн даже назвал «процесс Филоты» одним из трёх действий Александра, которым нет оправдания. И. Г. Дройзен — «прискорбным делом даже в том случае, если суд над Филотой был справедлив, а убиение Пармениона было политической необходимостью». Историк также считал, что смерть Филоты и Пармениона стала серьёзной потерей для македонского войска и «неизгладимым пятном» для Александра. Историки единодушны в том, что истинная картина процесса над Филотой в источниках запутана и существенно искажена.
Историки отмечают, что Арриан умалчивает о пытках Филоты. Возможно, античный историк, либо его первоисточник Птолемей, намеренно пропустили бросающий тень на Александра факт пыток. Также, античные авторы писали о приговоре войскового собрания Филоте, но не его отцу Пармениону. Приказ убить Пармениона уже исходил лично от Александра. Вслед за этим решением войскового собрания был казнён пленный Александр Линкестиец, которого заковали в кандалы за несколько лет до описываемых событий по обвинению в организации заговора.
Казнь Филоты имела последствия и для организации македонской армии. Корпус гетайров, которым до этого руководил Филота, был переподчинён Гефестиону и Клиту. По мнению современных историков, Александр решил разделить командование корпусом наиболее боеспособной тяжеловооружённой конницы гетайров, чтобы они более не подчинялись одному человеку. Также, по мнению И. Г. Дройзена, казнь Филоты инициировала реформы в македонском войске, следствием которых стало появление новых методов ведения военных действий. Город Фрада, в котором происходил суд над Филотой, переименовали в «Александрию Профтазию», от Профтазия (др.-греч. Προφθασία) — «упреждение», «предвосхищение».
Также в причастности к «заговору Филоты» обвинили царского телохранителя-соматофилака Деметрия. После его казни новым царским телохранителем стал Птолемей, что приблизило его к Александру. Историки считают это событие важным этапом в карьере Птолемея.

## В культуре
В 1605 году С. Дэниел опубликовал драму «Филота». Созданию произведения предшествовали перевод сочинения Квинта Курция Руфа на английский язык, постановки исторических драм авторства У. Шекспира, а также заговор Р. Деверё. В 1731 году пьесу «Филота» поставил Ф. Фроуде. Также Филота является одним из персонажей исторических романов об Александре Македонском, в том числе «В глуби веков» Л. Ф. Воронковой, «Персидский мальчик» М. Рено. и др.
В фильме «Александр Великий» Роберта Россена 1956 года Филоту сыграл мексиканский актёр Рубен Рохо, а в «Александре» Оливера Стоуна 2004 года — британский актёр Д. Морган.

### Исследования
- Гафуров Б. Г., Цибукидис Д. И. Александр Македонский и Восток. — М.: Наука, 1980.
- Дройзен И. Г. История эллинизма. История Александра Великого. — М.: Академический Проект, 2011. — 623 с. — (Технологии истории). — ISBN 978-5-8291-1304-9.
- Клейменов А. А. Стратегическая симфония: координированное наступление в македонском военном искусстве эпохи Александра Великого. — Тула: ТГПУ им. Л. Н. Толстого, 2019. — ISBN 978-5-6042449-6-8.
- Клейменов А. А. Рассказ Курция Руфа о «деле Филоты»: достоверное, сомнительное и выдуманное // Современная наука: актуальные проблемы теории и практики. Серия «Гуманитарные науки». — 2023. — № 11. — С. 31—34. — doi:10.37882/2223-2982.2023.11.21.
- Шахермайр Ф. Александр Македонский. — Ростов н/Д.: Феникс, 1997. — 576 с. — ISBN 5-85880-313-Х.
- Шофман А. С. Восточная политика Александра Македонского / Печатается по постановлению редакционно-издательского совета Казанского университета. Отв. редактор В. Д. Жигунин. — Казань: Издательство Казанского университета, 1976.
- Grainger J. D. Hellenistic Phoenicia (англ.). — New York: Oxford University Press, 1991. — ISBN 0-19-814770-8.
- Heckel W. Ptolemy: A Man of His Own Making // Ptolemy I Soter: A Self-Made Man (англ.) / Tim Howe. — Oxford: Oxbow Books, 2018. — P. 1—19. — ISBN 978-1-78925-043-5.
- Heckel W. Who's Who in the Age of Alexander and his Successors. From Chaironea to Ipsos (338—301 BC) (англ.). — Barnsley: Greenhill Books, 2021. — 554 p. — ISBN 978-1-78438-648-1.
- Stoneman R. Alexander, Philotas, and the Origins of Modern Historiography // Greece & Rome, Second Series,. — Cambridge University Press, 2013. — Октябрь (т. 60, № 2). — С. 296—312. — JSTOR 43297477.